# Мариель
Марие́ль (исп. Mariel) — муниципалитет и город в провинции Артемиса на западе Кубы в 40 км к западу от Гаваны.

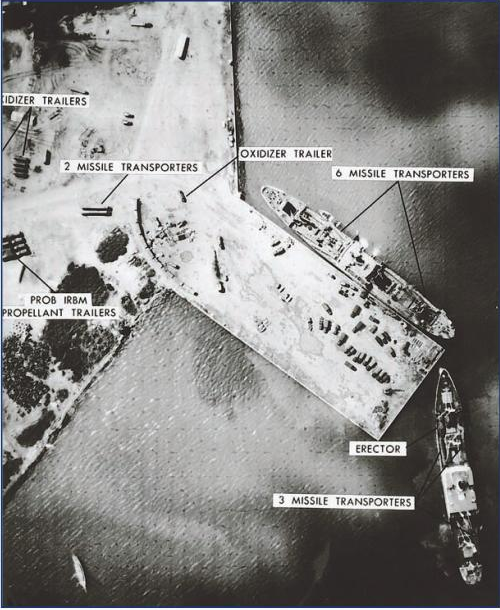
Погрузка ракетных транспортеров с ракетами на советский турбоход «Металлург Аносов» в порту Мариель. Фото сделано между 4—6 ноября 1962 года. Фото от Министерства Обороны США

Порт города известен «Мариельской переправой» (El éxodo del Mariel — букв. Мариельский исход),
массовым бегством кубинцев (мариелито) с Кубы в Майами с апреля по октябрь 1980 г. (по соглашению между властями Кубы, Фидель Кастро и США, Джеймс Картер).

## История
В 1804 году была построена церковь Святой Терезы из Авилы в 1807 году, приписанная к Гуанахай. Но ещё ранее была построена часовня, так как книга бракосочетаний была начата 1 мая 1800 года.
С начала XX века бухту Мариель пытались адаптировать для захода больших кораблей, чтобы развивать морскую торговлю. Были созданы мастерские, доки в устье реки Мариель бухта была углублена.
В 1820 году в порту была установлена таможня, но порт существовал до 1824 года.
В 1946 году порт был восстановлен.
В 1957 году в порту было занято 500 человек.
В период Карибского кризиса и блокады Кубы в 1960-х бухта Мариель стала одним из кубинских портов, принимающих военные грузы, а также один из портов погрузки советских ракет на советские суда для отправки назад в СССР в связи с договорённостью между СССР и США.
В 1965 году население города составляло 6,7 тыс. человек, здесь действовали ТЭС «Максимо Гомес» мощностью 200 МВт, построенная с помощью СССР для снабжения электроэнергией района Гаваны и цементный завод.
В 1980 году приблизительно 125 тыс. кубинцев оставили Мариель и на лодках отправились в Соединённые Штаты. Поэтому Мариель известен как лодочный отправной пункт (англ. boatlift). Многие достигли США, но некоторые умерли во время путешествия через Мексиканский залив или Флоридский пролив. Те, кто участвовали в такой переправе, получили название «Мариелитос» (исп. Marielitos).
В 1997 году на Кубе начали действовать три СЭЗ: (Мариель, город Гавана и Вахай).

## Экономика
Важное значение имеет рыболовство.
Открытый 26 ноября 2019 года сервисный центр «Autocentro ZED S.A.» по ремонту и техническому обслуживанию грузовиков «КАМАЗ» является единственным российским инвестиционным проектом в СЭЗ «Мариель».

## Транспорт
Морской порт Мариель, расположившийся в устье реки Мариель, которое приспособили как бухту Мариель, — ближайший порт к США.